# Río Fuerte
| Portal | Portal:MéxicoArtículos relacionados con México. |

El río Fuerte es un largo río de México cuya cuenca drena parte de los estados de Chihuahua (Sierra Tarahumara) y Sinaloa (Altos del Fuerte y Choix, y el Valle del Fuerte). Se forma por la confluencia de los ríos Verde y Urique.
Las riveras del río Fuerte, desde la época prehispánica y hasta la creación de presas y embalses en su curso, fueron el área que concentró la población de una región de clima muy seco; los centro de población más antiguos de la región se encuentran a uno y otro lado de su cauce: pueblos indígenas como El Máhone, Vivajaqui, Boca de Arroyo, Bateve, San Blas, San Miguel Zapotitlán, entre otros, y la ciudad de El Fuerte de la que toma su nombre.
No fue sino hasta mediados del siglo XX que se realizaron importantes trabajos de ingeniería civil para canalizar su caudal e irrigar la planicie costera, desplazando al mismo tiempo que sus aguas la actividad agrícola y la progresión demográfica hacia Los Mochis y Guasave y los poblados situados entre las dos ciudades (Juan José Ríos-Ejido Las Vacas, Ruiz Cortines, Gabriel Leyva, y El Batamote-Benito Juárez) que no hubieran visto la luz, estos últimos, sin la construcción del Canal Principal del Valle del Fuerte, que una buena parte del año deja seco el lecho del río.
La parte baja del río baña riberas cubiertas plantaciones de mangos y hortalizas destinadas a la exportación.